# Claudia Martín
Claudia Martín (Oaxaca de Juárez, 1989. augusztus 28. –) mexikói színésznő.

## Életrajza
Már fiatalon érdeklődött a színészet és az előadóművészet iránt. Gyermekkorában táncolt és énekelt. Audiovizuális kommunikáció szakon szerzett diplomát a Madridi III. Károly Egyetemen. Négy évig élt Madridban, és rövid ideig Angliában élt, ahol angolul tanult. A diploma megszerzése után visszatért Mexikóba.
Amikor Madridban tanult, beiratkozott színészi tanfolyamra, majd jelmeztervezést tanult. Miután visszatért Mexikóvárosba , a Televisa médiavállalatnál dolgozott jelmeztervezőként. Egy év után felmondott, és a Televisa castingjain vett részt meghallgatásokon, ami végül elvezetett első színészi szerepeihez. Végül beiratkozott a Centro de Educación Artística-ba, a Televisa által működtetett drámaiskolába, 2015-ben diplomázott, miután befejezte a hároméves tanfolyamot. A CEA-nál töltött ideje alatt számos tanfolyami  színdarabban és produkcióban szerepelt. 2015 óta számos televíziós műsorban szerepelt, köztük a telenovellában, Szerelmem, Ramón , ahol társszerepet kapott. 2017 augusztusában bejelentették, hogy ő lesz Pillantásod nélkül című telenovella főszereplője , amely az 1997-es népszerű mexikói szappanopera, az Esmeralda remake-je. Claudiának e telenovella volt első főszerepe, azóta vált ismertté a mexikói nézők számára.

## Filmográfia

### Televízió
| Év        | Cím                                             | Szerepnév           | Szerep         | Magyar hang       | TV stúdió |
| --------- | ----------------------------------------------- | ------------------- | -------------- | ----------------- | --------- |
| 2025      | Juegos de amor y poder Juegos de amor y poder   | Luciana Espinoza    | főszereplő     |                   | Televisa  |
| 2024      | Szerelemre nincs recept El amor no tiene receta | Paz Roble Ruiz      | főszereplő     | Kardos Eszter     | Televisa  |
| 2023      | Vencer la culpa                                 | Paloma Gallardo     | főszereplő     |                   | Televisa  |
| 2022      | A gazdagság ára Los ricos también lloran        | Mariana Villarreal  | főszereplő     | Kardos Eszter     | Televisa  |
| 2021      | Fuego ardiente                                  | Martina Ferrer      | fő-Antagonista |                   | Televisa  |
| 2020      | Como tú no hay 2                                | Natalia Lira Vargas | főszereplő     |                   | Televisa  |
| 2018-2019 | Amar a muerte Amar a Muerte                     | Eva Carvajal        | fő-Antagonista |                   | Televisa  |
| 2017-2018 | Pillantásod nélkül Sin tu Mirada                | Marina Rios         | főszereplő     | Czető Zsanett     | Televisa  |
| 2017      | Szerelmem, Ramón Enamorándome de Ramón          | Andrea              | mellékszereplő | Rudolf Szonja     | Televisa  |
| 2016      | A sors útjai Un camino hacia el destino         | Vicky               | mellékszereplő | Göbölös Krisztina | Televisa  |
| 2015-2016 | Amores con trampa                               | Ismeretlen szerep   | mellékszereplő |                   | Televisa  |
| 2009      | DoctorMateo                                     | Ismeretlen szerep   | mellékszereplő |                   | Televisa  |

## Díjak és jelölések
TVyNovelas-díj
| Év   | Jelölt mű        | Kategória                | Eredmény |
| ---- | ---------------- | ------------------------ | -------- |
| 2017 | Szerelmem, Ramón | Legjobb fiatal színésznő | Jelölve  |
| 2019 | Amar a muerte    | Legjobb női főgonosz     | Elnyerte |